# یان ماکلاکیه‌ویچ
یان ماکلاکیه‌ویچ (لهستانی: Jan Maklakiewicz; ۲۴ نوامبر ۱۸۹۹ – ۷ فوریهٔ ۱۹۵۴) آهنگساز، موسیقی‌دان و رهبر ارکستر اهل لهستان بود.
از فیلم‌ها یا مجموعه‌های تلویزیونی که وی در آن‌ها نقش داشته‌است می‌توان به پان تفاردوفسکی اشاره نمود.